# Polanco de Ibargoyen
Polanco de Ibargoyen és una entitat de població de l'Uruguai, ubicada a l'oest del departament de Lavalleja, sobre el límit amb el departament de Florida.
Es troba a 239 metres sobre el nivell del mar. Té una població aproximada de 100 habitants.
Coordenades: 33° 55' 60" S, 55° 16' 0" O